# Dolina (Kryštofovy Hamry)
Dolina (deutsch Dörnsdorf) ist ein Ortsteil von Kryštofovy Hamry in Tschechien.

## Geographie
Das Dorf befand sich etwa 3 Kilometer nordnordöstlich von Měděnec auf dem Kamm des Erzgebirges im Einzugsgebiet der Talsperre Preßnitz. Durch den Ort führt die Verbindungsstraße von Výsluní nach Loučná pod Klínovcem. Östlich verläuft die Bahnstrecke Chomutov–Vejprty.

## Geschichte

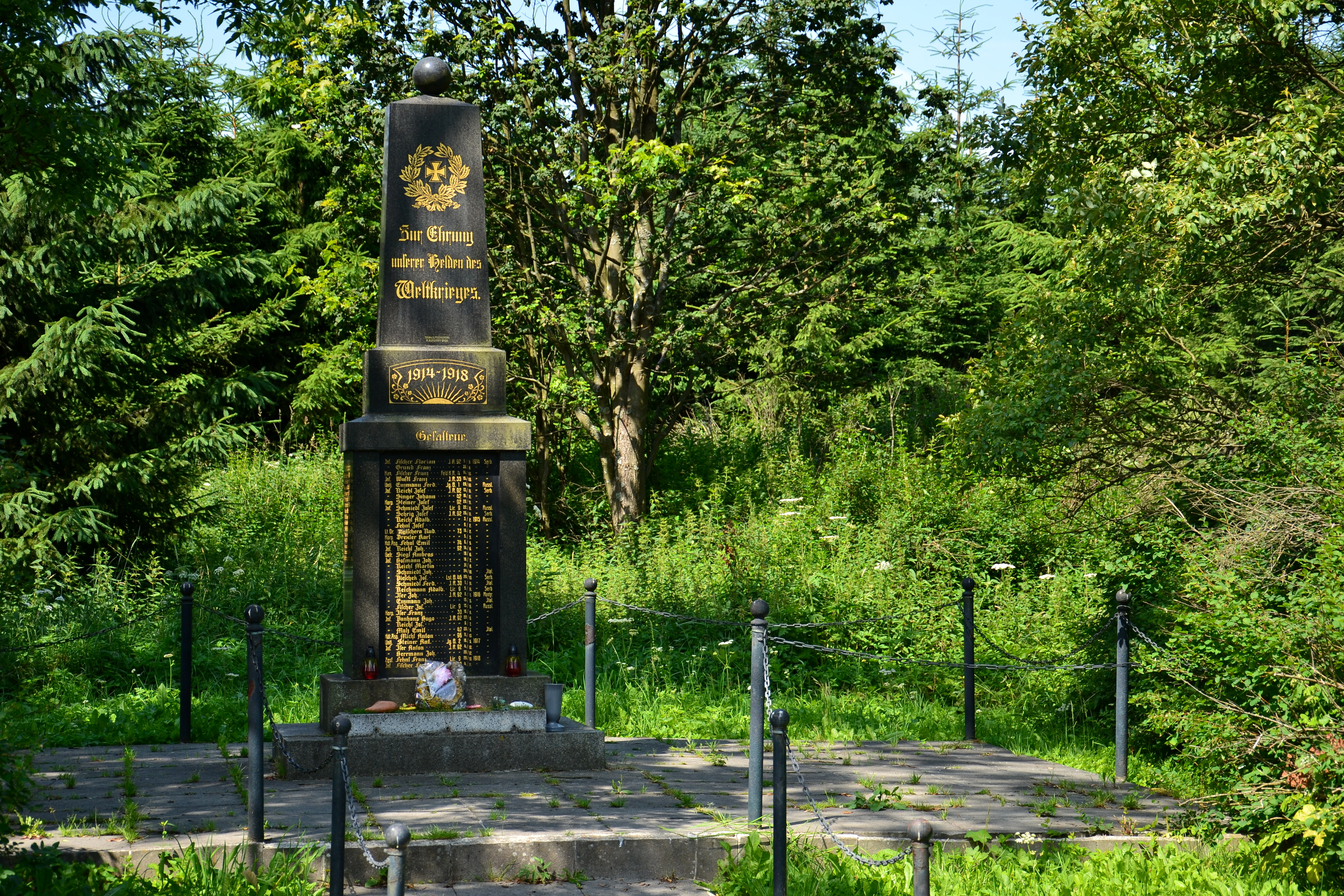
Ehrenmal für die Gefallenen des Ersten Weltkriegs (2015)

Die erste urkundliche Erwähnung des Ortes datiert aus dem Jahr 1431. In einer Teilungsurkunde vom 26. Oktober 1431 zwischen den Vettern Alesch und Wilhelm von Schönburg auf Birsenstein. Jahrhundertelang gehörte Dörnsdorf zu Preßnitz und dessen Grundherren.
In der Nähe des Dorfes, in Richtung Orpus, gab es eine Reihe von Zechen – besonders Silberzechen. Die vergleichsweise hohe Ausbeute wurde durch den Dreißigjährigen Krieg unterbrochen. Eine Steuerrolle von 1654 besagt, dass im Ort überwiegend Viehzucht betrieben wurde.
Zu Beginn des 18. Jahrhunderts stieg das Interesse an den Silbergruben und sie wurden gesümpft. Bei Dörnsdorf ging es z. B. um die Marie Kirchenbau-Zeche, die sehr ergiebig war. Ende des 18. Jahrhunderts wurde der Betrieb eingestellt. Nach Ende des Bergbaus bestritten die Einwohner mit Klöppelei, Heimindustrie von Posamenten, Wirkwaren und Handschuhen, Hausierhandel und Fuhrwesen ihren Lebensunterhalt.
Im Jahr 1813 litt der Ort unter durchziehenden Truppen infolge der napoleonischen Kriege. Im Jahre 1850 wurde Dörnsdorf samt der Ansiedlung Orpus eine eigenständige Gemeinde.
1876 wurde eine Schule errichtet. Im Februar 1907 wurde eine Spitzenklöppelschule eröffnet. Im Schuljahr 1912/13 besuchten sie 96 Schülerinnen. Auch gab es eine landwirtschaftliche Fortbildungsschule, eine Zweigstelle des Landwirtschaftlichforstlichen Vereins für die Gerichtsbezirke Preßnitz und Weipert.
Nach dem Zweiten Weltkrieg wurde die überwiegend deutschböhmische Bevölkerung vertrieben, die Einwohnerzahl sank auf etwa ein Zehntel der von 1930.
Mit Anlage der Talsperre Preßnitz lag der Ort in deren Einzugsgebiet und wurde daher Anfang der 1970er Jahre geräumt und bis 1974 abgerissen. Die Gemarkung wurde Kryštofovy Hamry zugeschlagen.
Einzig erhalten ist ein 1995 renoviertes Ehrenmal für die Gefallenen des Ersten Weltkriegs in Straßennähe.

## Entwicklung der Einwohnerzahl
| Jahr | Einwohnerzahl |
| ---- | ------------- |
| 1869 | 765           |
| 1880 | 749           |
| 1890 | 817           |
| 1900 | 1005          |

| Jahr | Einwohnerzahl |
| ---- | ------------- |
| 1910 | 1141          |
| 1921 | 843           |
| 1930 | 841           |
| 1950 | 84            |

| Jahr | Einwohnerzahl |
| ---- | ------------- |
| 1961 | 70            |
| 1970 | 37            |
| 1980 | 0             |